# Deister
De Deister is een bergrug in het Niedersächsisches Bergland in Nedersaksen in Duitsland, ongeveer 25 kilometer ten zuidwesten van Hannover.
De heuvelrug ligt tussen de plaatsen Bad Nenndorf in het noordwesten, Barsinghausen in het noorden, Wennigsen in het noordoosten, Bennigsen, gemeente Springe in het oosten, Springe in het zuidoosten, Bad Münder in het zuiden, Eimbeckhausen, gem. Bad Münder in het zuidwesten en Lauenau in het westen.
De bergrug heeft een breedte van gemiddeld vier en een lengte van ongeveer 21 kilometer, en het hoogste punt is de 405 meter hoge Bröhn, waar de Annaturm een mooi uitzicht over de omgeving biedt. Wielrenners en fietstoeristen uit de verre omtrek testen graag hun vaardigheid als klimmer op de Bierweg. Dit is een geasfalteerd fietspad van Wennigser Mark naar het hoogste punt van de Deister. Het (op de top doodlopende) weggetje is 2,6 km lang en kent een gemiddelde stijging van 10%. Er zijn voor mountainbikers elders ook routes uitgezet, met enkele sterk stijgende en dalende paden. Minder ambitieuze fietsers kunnen de van bebording voorziene fietsroute Deisterkreisel volgen.
De secundaire weg van Egestorf (gem. Barsinghausen) naar Nienstedt (gem. Bad Münder am Deister) gaat via de Nienstedter Pass over de Deister heen. Op de pashoogte is een parkeerplaats, waar enige fiets- en wandelroutes beginnen. Ook deze weg is populair bij wielrenners. Maar ook motorrijders gebruiken deze plek als ontmoetingspunt. In het verleden gaf dit 's nachts aanleiding tot overlast, waarna men deze weg 's nachts voor motoren, scooters e.d. is gaan afsluiten.
Markant is de Teufelskanzel, een grote rots 2 km ten noorden van Nienstedt, gemeente Bad Münder am Deister, op ca. 350 meter hoogte. Er dichtbij ligt de Teufelskammer, een voormalige steengroeve.
Niet ver daarvandaan staat een 19 m hoge, tegen een kleine vergoeding toegankelijke, uitzichttoren uit 1863, de Nordmannsturm. Tussen 1998 en 2006 werd deze opgeknapt en van een kleine horecagelegenheid voorzien. De voet van de toren staat op de Reinekensiekskopf (382 meter boven zeeniveau).
Op de 355 m hoge Ebersberg staat een monument (Goebel-bastion) ter ere van de uit het nabijgelegen Springe afkomstige uitvinder Heinrich Göbel, voorzien van een gloeilamp-symbool.
In de middeleeuwen lagen op de Deister enige ringwalburchten, waarvan de Heisterburg de belangrijkste was. De restanten hiervan zijn in 2017-2018 opnieuw archeologisch onderzocht. De Heisterburg ligt op 330 meter hoogte bij Feggendorf, gemeente Lauenau. Zie onderaan voor een weblink naar een zeer uitvoerig Duits Wikipedia-artikel hierover.
Vanaf de middeleeuwen tot circa 1600 werd in de Deister zandsteen als bouwmateriaal gewonnen, en vanaf de 17e eeuw tot ongeveer 1960 werd er steenkool gewonnen. Op de locatie Feggendorfer Stolln is in 2017 een in 1952 gesloten kolenmijn, waar nog winbare steenkoollagen aanwezig zijn, heropend voor met name museale en educatieve doeleinden. Men kan er onder andere leren, hoe mijnwerkers in vroeger eeuwen kolen dolven met ambachtelijke gereedschappen zoals een houweel, maar ook met behulp van pneumatische hamers. De Feggendorfer Stolln is een van drie zgn. Lehrbergwerke in Duitsland, die tot doel hebben, de technische vaardigheid in het delven van steenkool te bewaren voor het nageslacht.
Te Barsinghausen bevindt zich het mijnbouwmuseum Klosterstollen met o.a. een buitenexpositie van oude mijnbouwtreintjes.
In 1957 ontstond op de Deister langs een beek nabij Wennigsen uit activiteiten van spelende kinderen, en later van handige volwassenen,  een populaire kinderattractie (miniatuur-watermolens), die iedere lente en zomer kan worden bezichtigd, en die aan een veel gebruikte wandelroute ligt.  Het gaat om circa 20 door waterkracht aangedreven mechanieken, die o.a. een kermis, figuren uit Sesamstraat, een draaimolen enz. voorstellen.
Een groot deel van de Deister is natuurreservaat of natuurbeschermingsgebied. Het is van nature een eiken- en beukenbosgebied. Er komt een zeldzame, door zijn bizarre vormen bijzondere beukensoort voor. Deze Süntel-beuk, genoemd naar de dicht bij de Deister gelegen heuvelrug Süntel, Latijnse naam: Fagus sylvatica var. Suentelensis Schelle (1903) syn. Fagus sylvatica var. Tortuosa Willk. (1887), is een zeldzame variëteit van de rode beuk (Fagus sylvatica). Deze, vanwege hun grillige uiterlijk in oude sagen wel met de duivel of met heksen geassocieerde bomen, vormen een curieuze trekpleister voor bomenliefhebbers en kunstenaars.

## Afbeeldingen

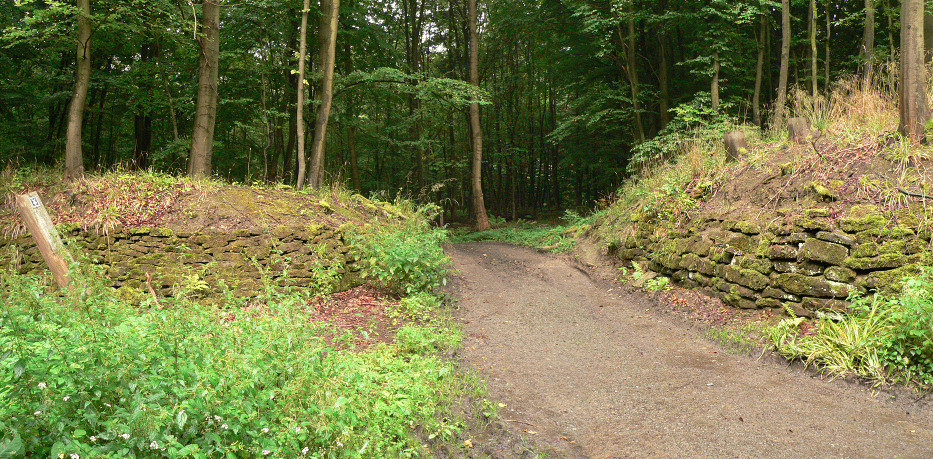
Ingang archeologische site Wallburg Heisterburg
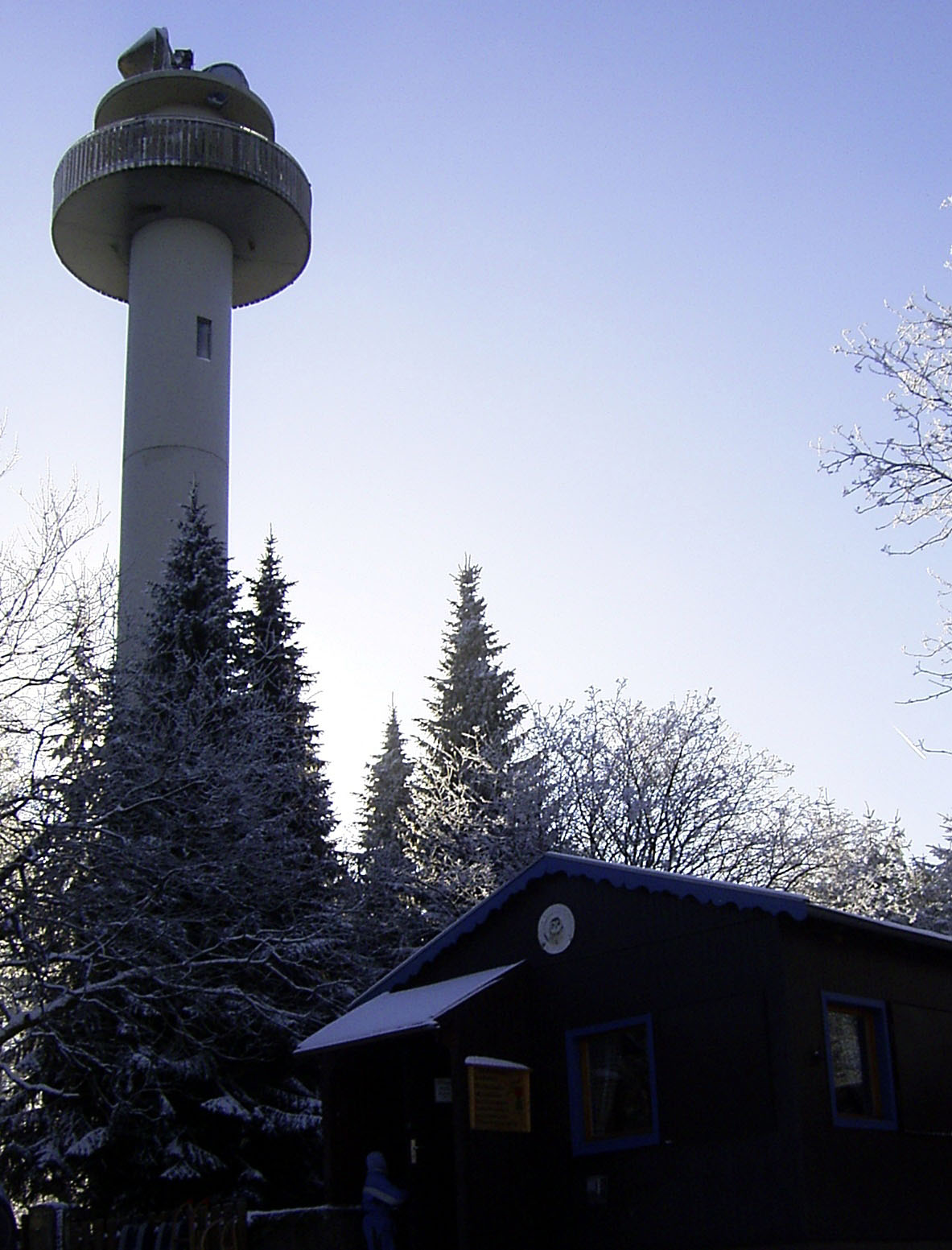
De Annaturm op de Bröhn met horeca-gelegenheid
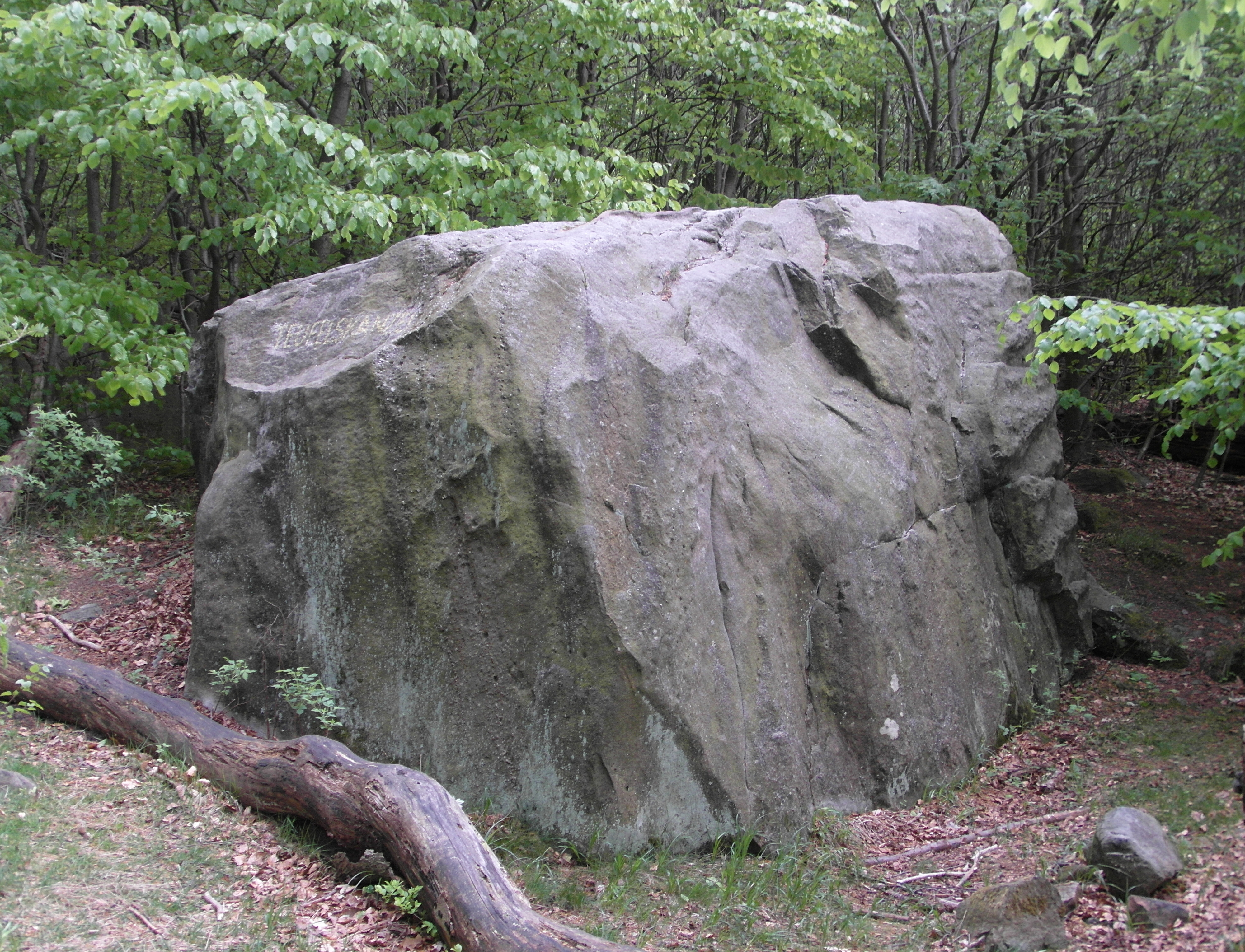
Teufelskanzel
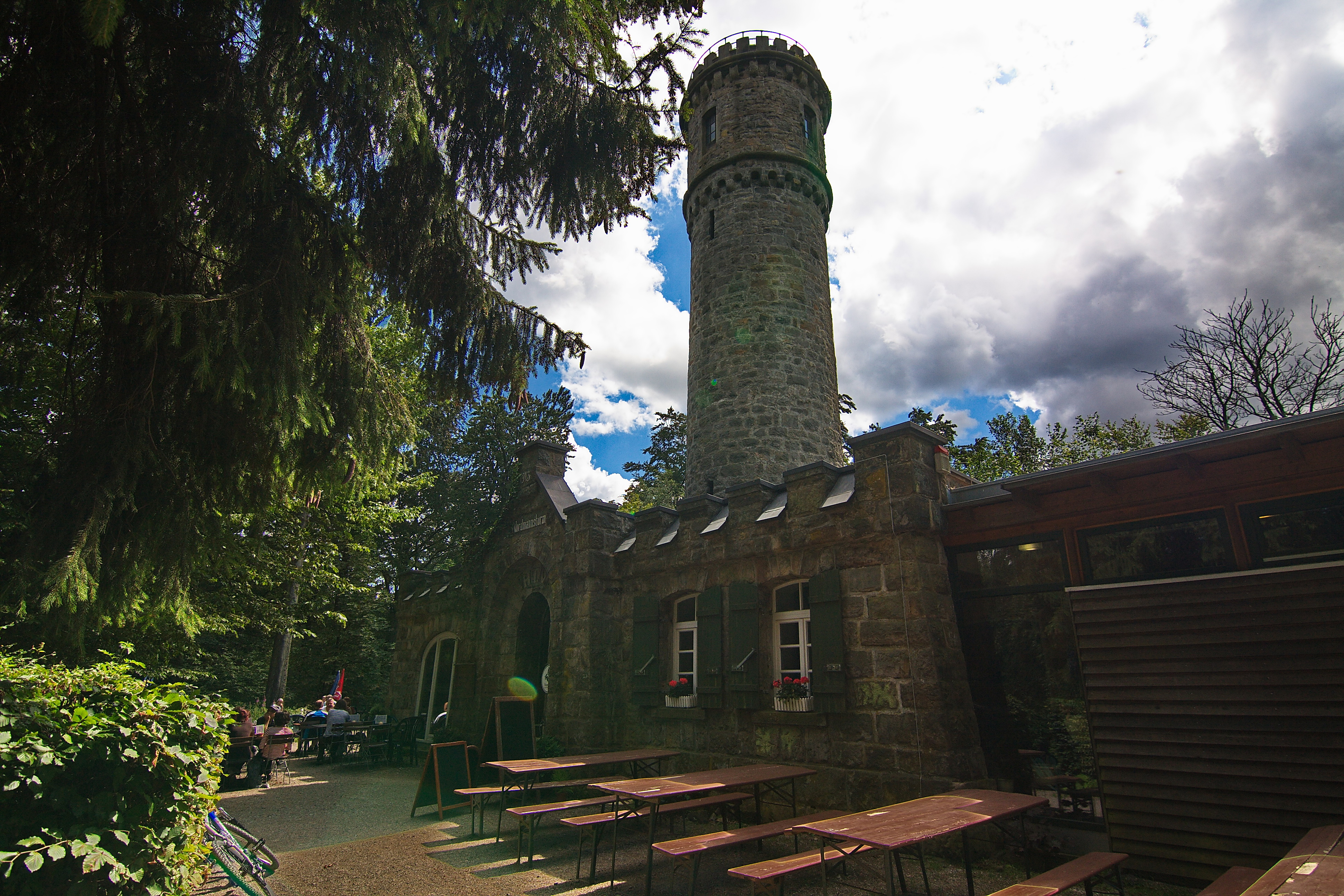
Nordmannsturm
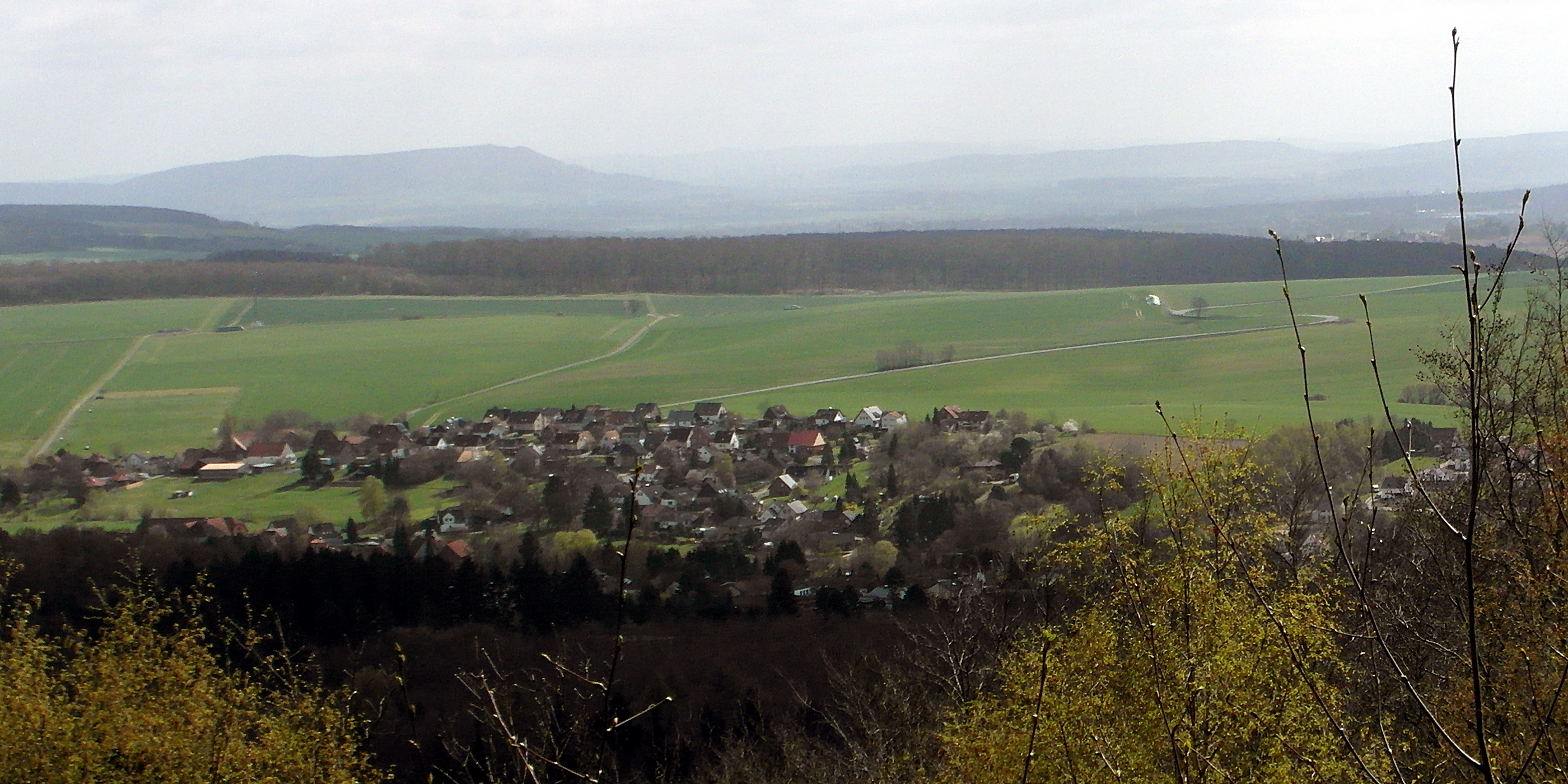
UItzicht v.a. de Deister op Nienstedt, gem. Bad Münder
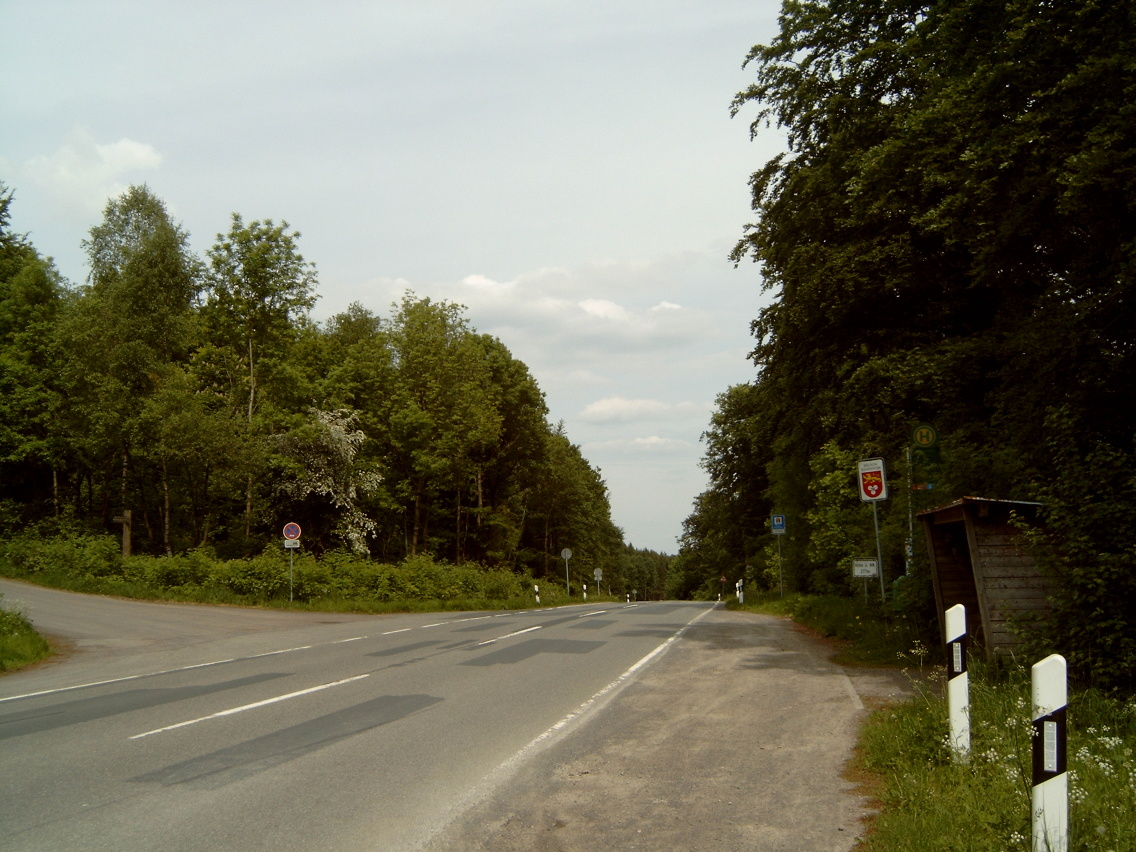
Nienstedter Pass ( 276½ meter boven zeeniveau)
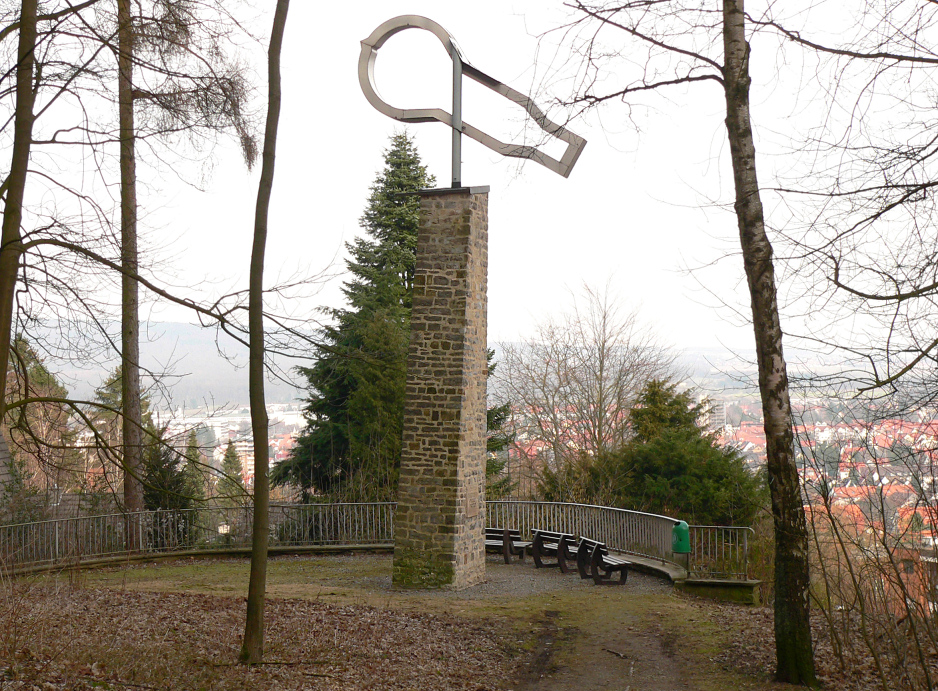
Goebel-bastion met monument
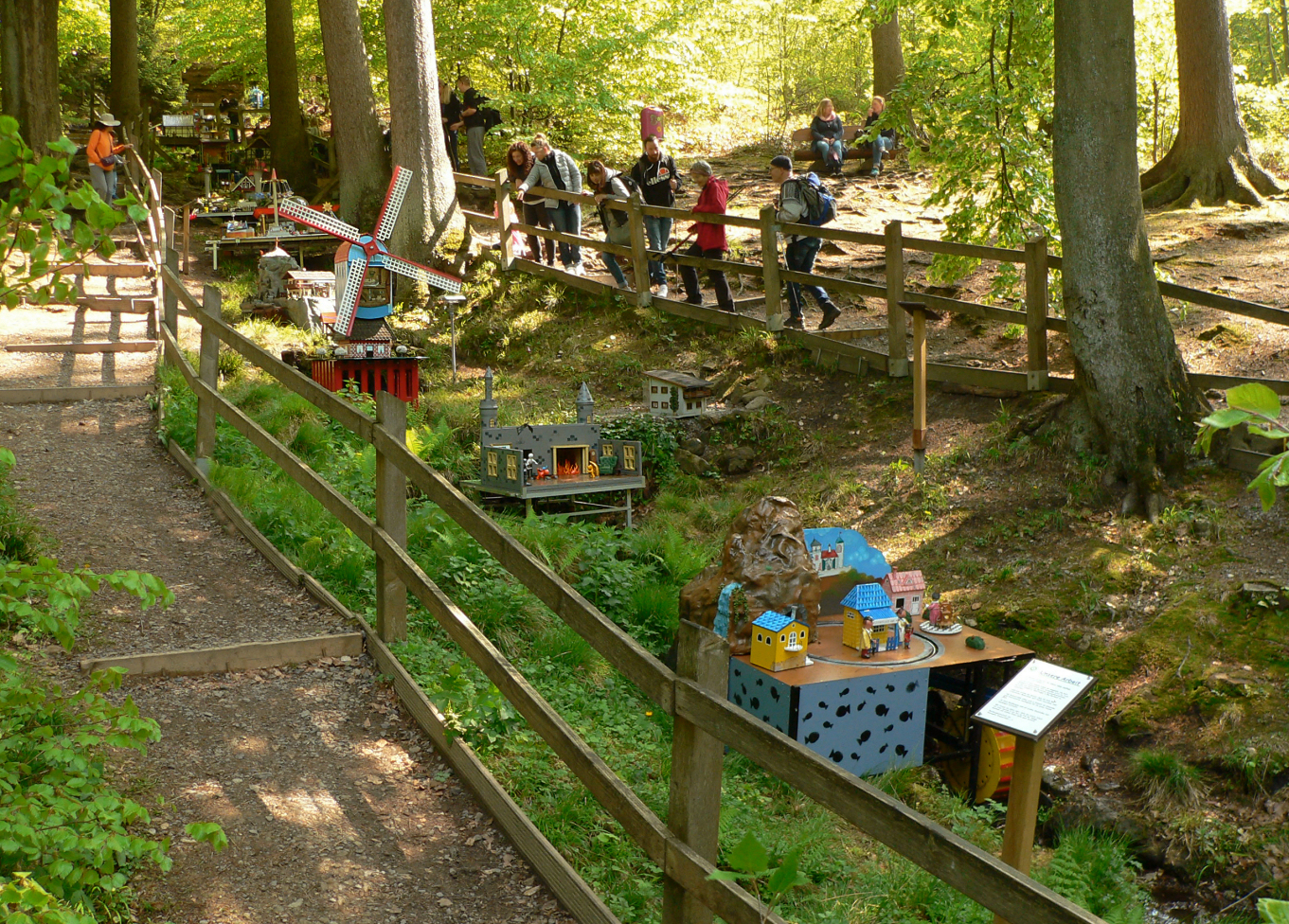
Wennigser Wasserräder (miniatuur-watermolens) (1)
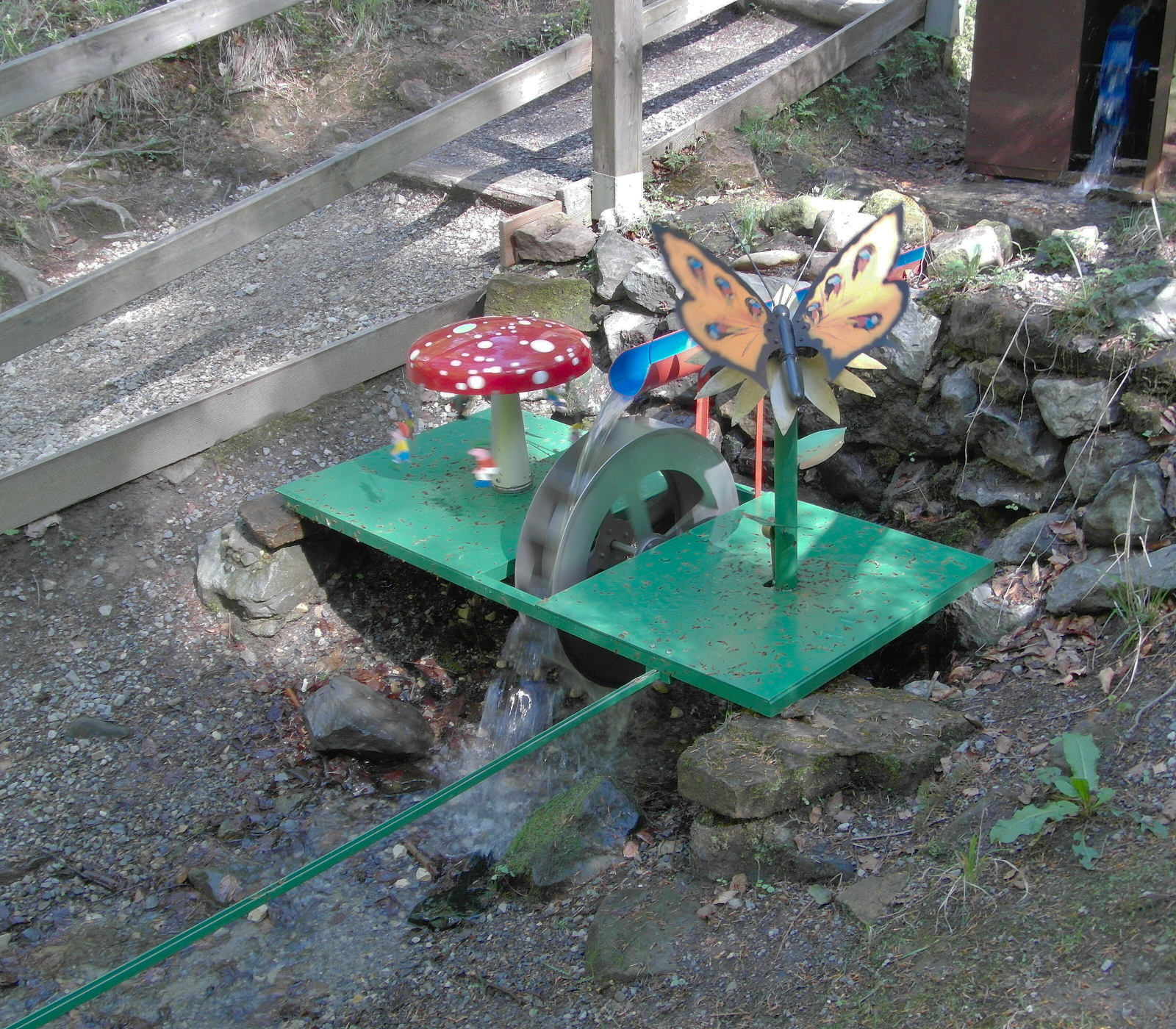
Wennigser Wasserräder (2)
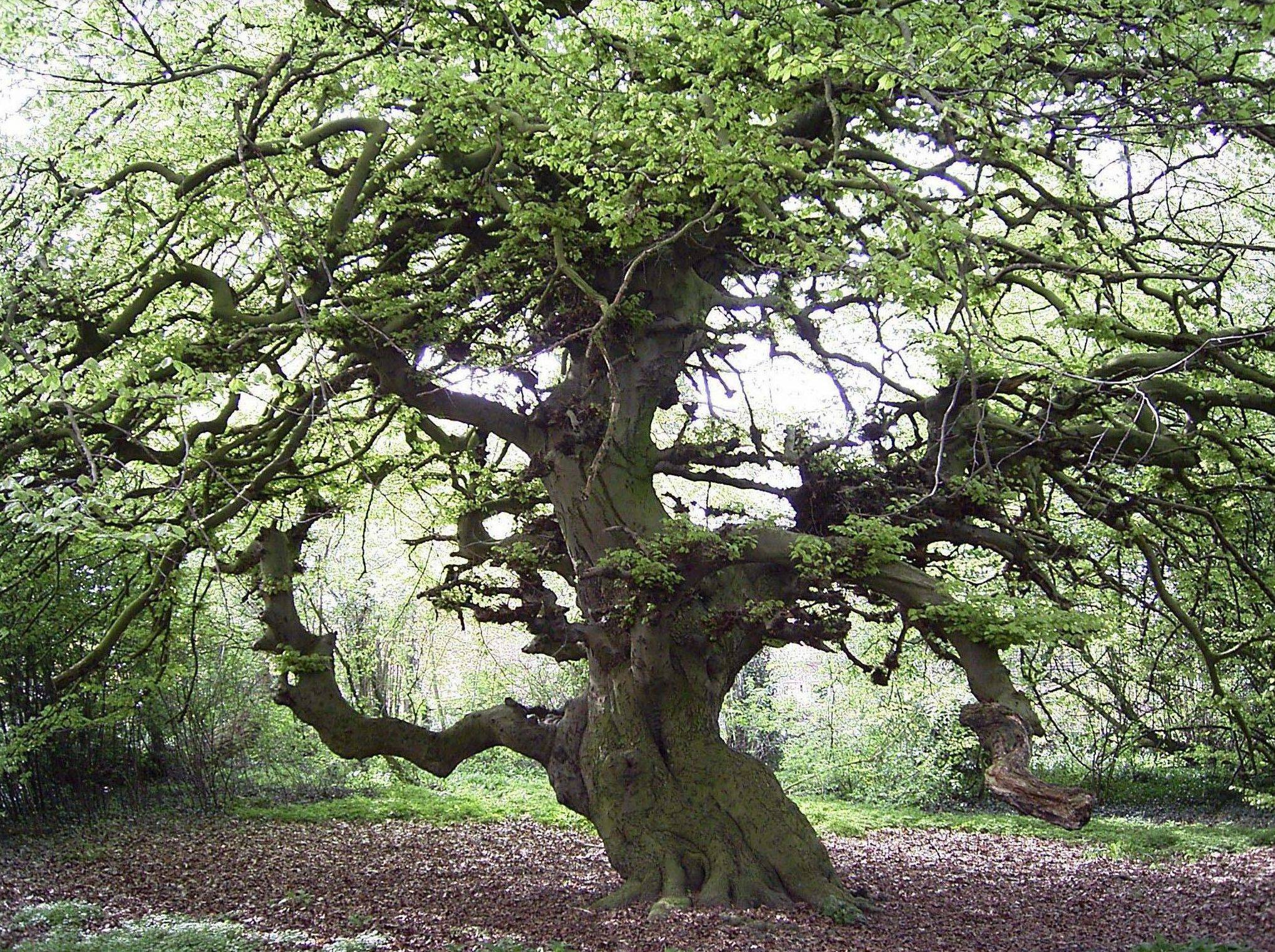
Zeldzame Süntel-beuk bij Lauenau
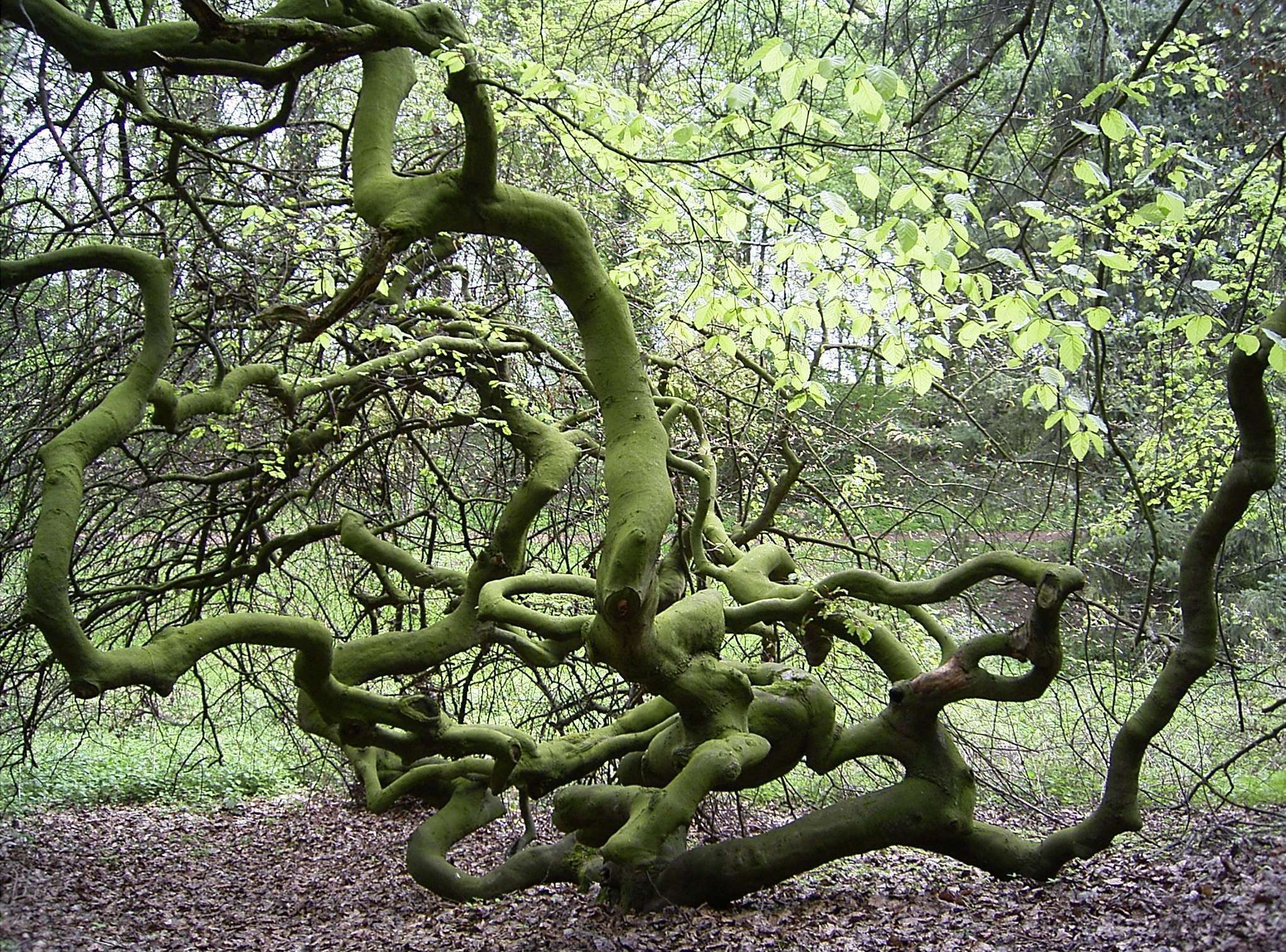
Stamloze Süntel-beuk bij Bad Nenndorf
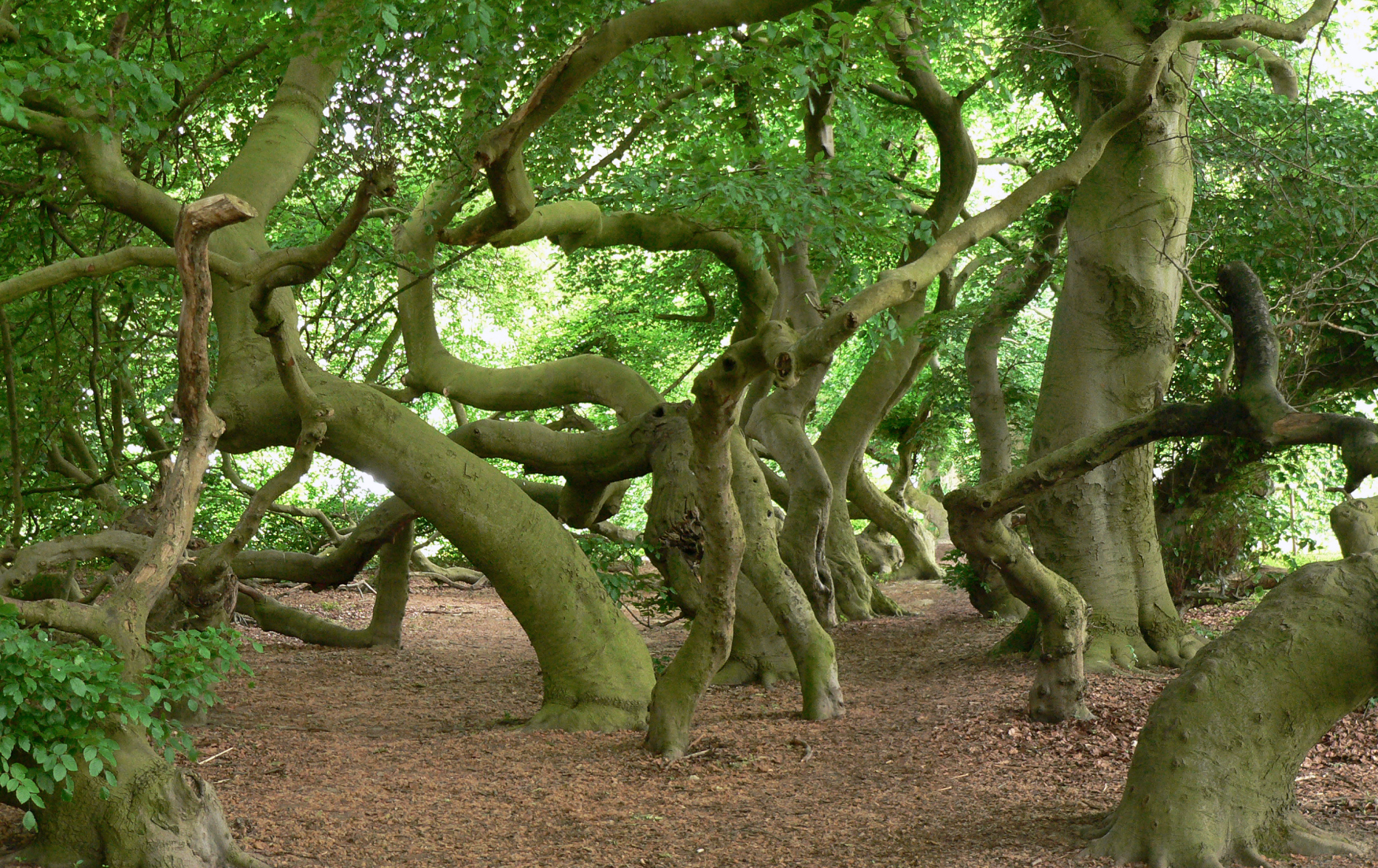
Süntel-beukenlaantje in Bad Nenndorf
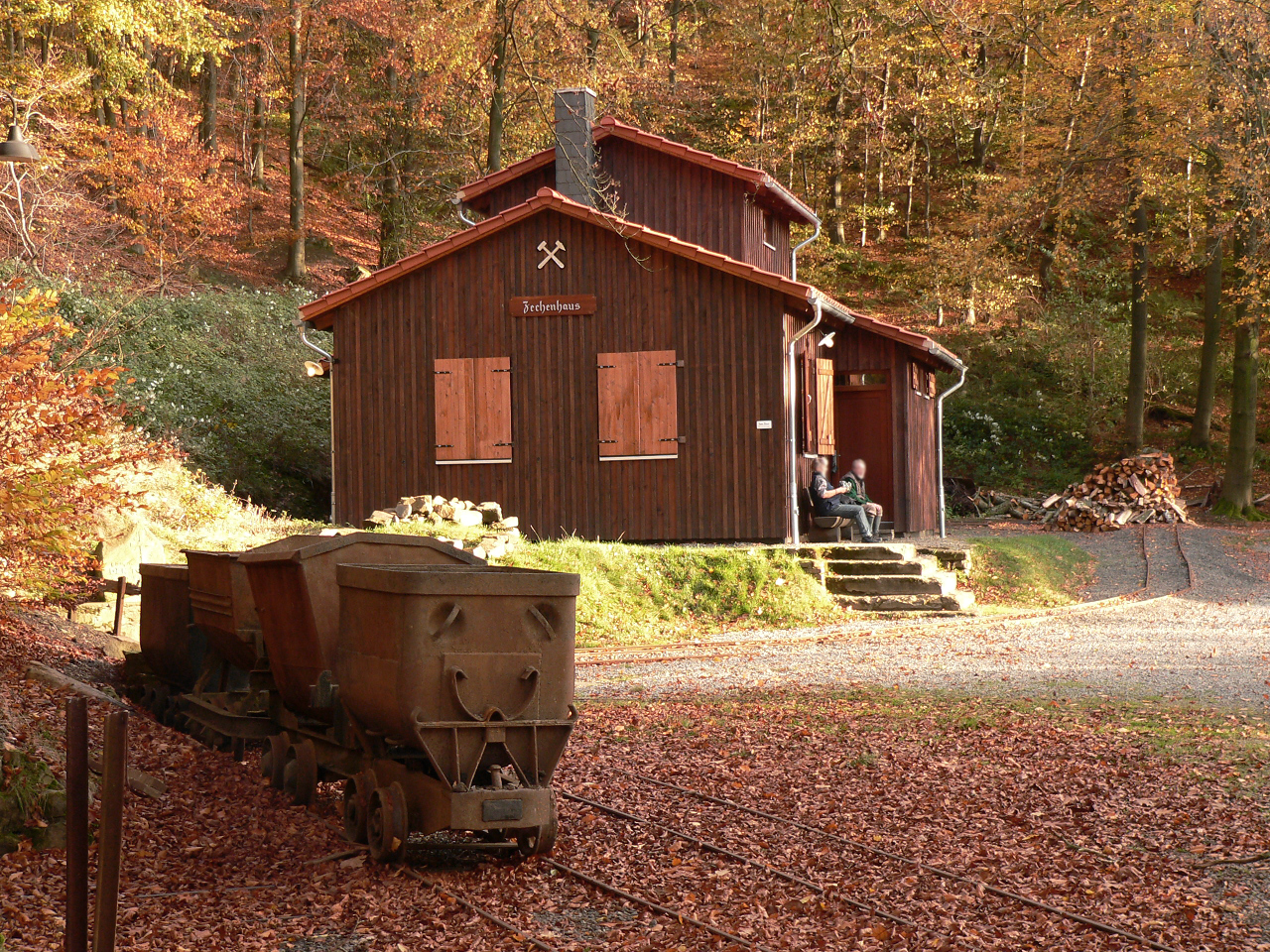
Mijnhuis Feggendorfer Stolln
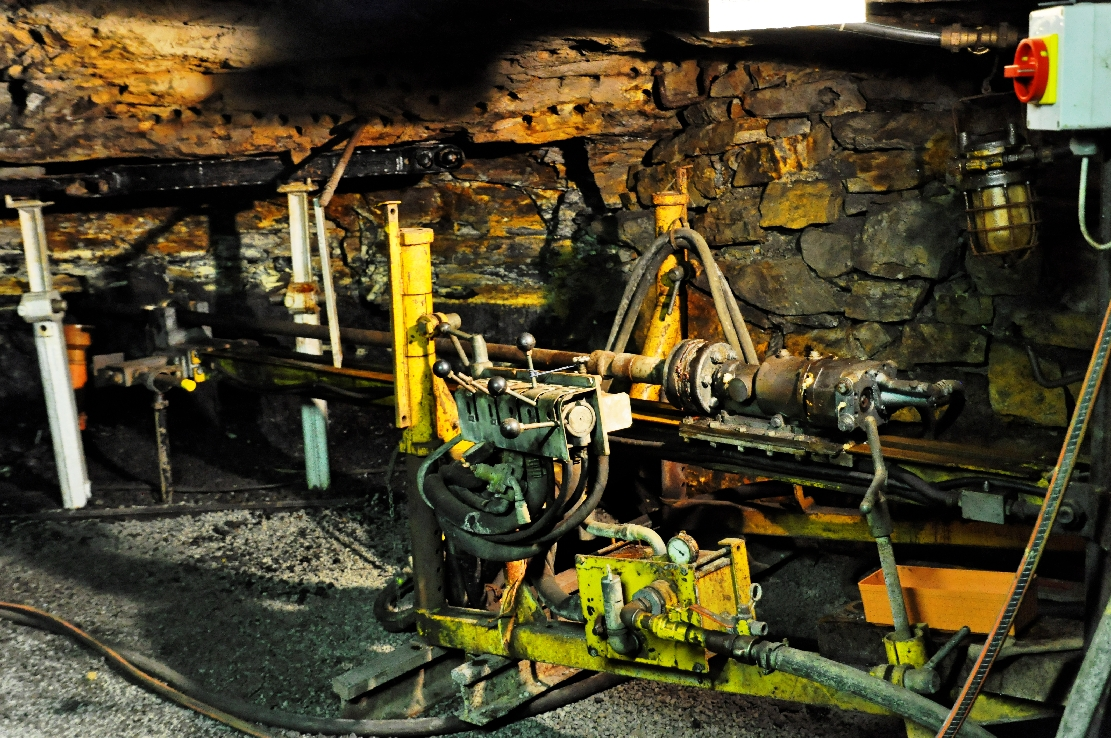
Onder de grond in Klosterstollen Barsinghausen
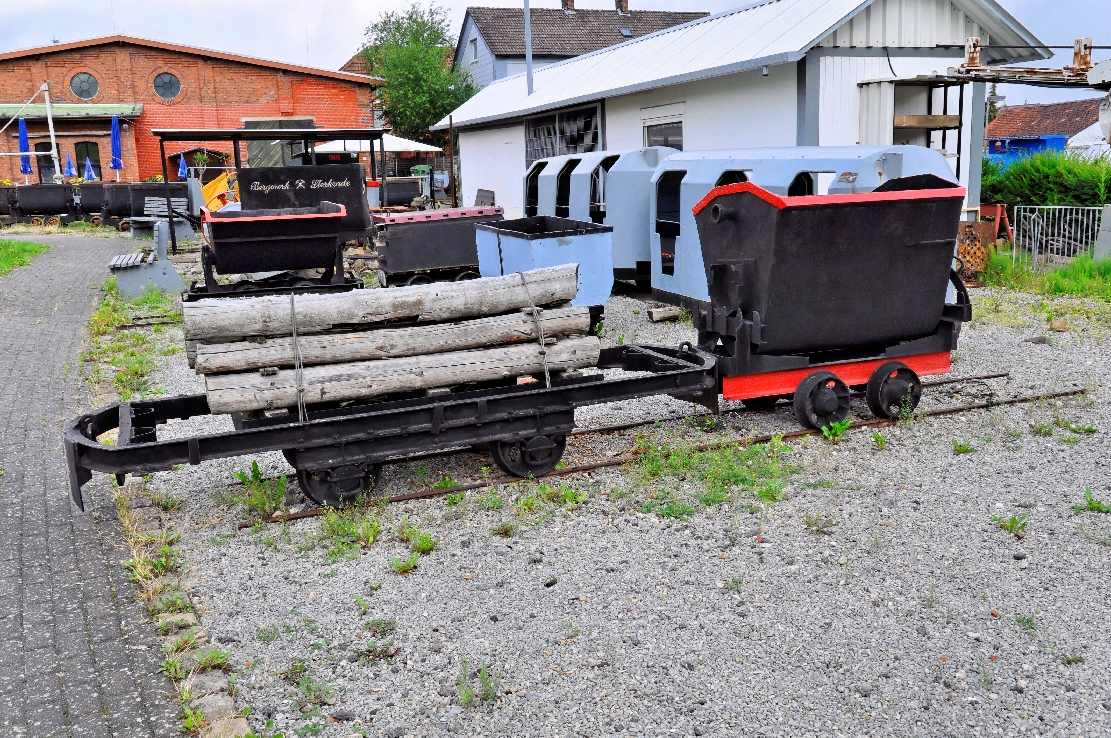
Barsinghausen, Klosterstollen, mijntreintjes

## Niet te verwarren met
Deister (paard)